# Movimento para a Democracia na Libéria
Movimento para a Democracia na Libéria (em inglês:  Movement for Democracy in Liberia, MODEL) foi um grupo rebelde da Libéria, liderado por Thomas Nimely, que se tornou ativo em março de 2003, lançando ataques a partir da Costa do Marfim. Com as forças de Charles McArthur Ghankay Taylor pressionadas pelos Liberianos Unidos pela Reconciliação e Democracia (LURD), o MODEL alcançou rápidos ganhos territoriais. A relação entre ambos os grupos rebeldes também foi tensa. 
O MODEL foi apoiado pelo governo da Costa do Marfim como retaliação pelo alegado apoio do governo liberiano aos rebeldes marfinenses. Seu líder político, Thomas Nimely, foi nomeado ministro das Relações Exteriores da Libéria no governo de transição surgido após a renúncia e exílio de Ghankay Taylor. O grupo pode ter exportado madeira de regiões do sul da Libéria sob seu controle, o que teria sido uma violação das sanções da ONU. Em 2004, o grupo foi formalmente dissolvido com o fim da guerra.